# 無理逮捕及拘禁
無理逮捕（英語：arbitrary arrest）及無理拘禁（arbitrary detention）指在沒有合理可能或證據表明某人犯下違反法規的罪行的情況下逮捕或羈留該人。
幾乎所有遭無理逮捕的人都沒有被告知逮捕原因，也沒人向他們出示逮捕手令。他們可能會被隔離囚禁，他們的下落會對其家人、相聯人士及主審法庭隱瞞。
國際人權法禁止無理剝奪個人自由。1948年《世界人權宣言》第九條訂定：「任何人不容加以無理逮捕、拘禁或放逐。」《公民權利及政治權利國際公約》第九条指明：「人人有權享有身體自由及人身安全。任何人不得無理予以逮捕或拘禁。非依法定理由及程序，不得剝奪任何人之自由。」
伊拉克獨裁者薩達姆·侯賽因、沙地阿拉伯及伊朗伊斯蘭共和國無理逮捕過許多人。

## 外部連結
- Behind the Wire: An Update to Ending Secret Detentions (2005), Human Rights First